# Fusinus chocolatus
Fusinus chocolatus is een slakkensoort uit de familie van de Fasciolariidae. De wetenschappelijke naam van de soort is voor het eerst geldig gepubliceerd in 1983 door Okutani.